# Graswarder
Graswarder ist eine ehemalige Insel und heutige Halbinsel in der Nähe von Heiligenhafen im Kreis Ostholstein im Bundesland Schleswig-Holstein.

## Entstehung und Entwicklung

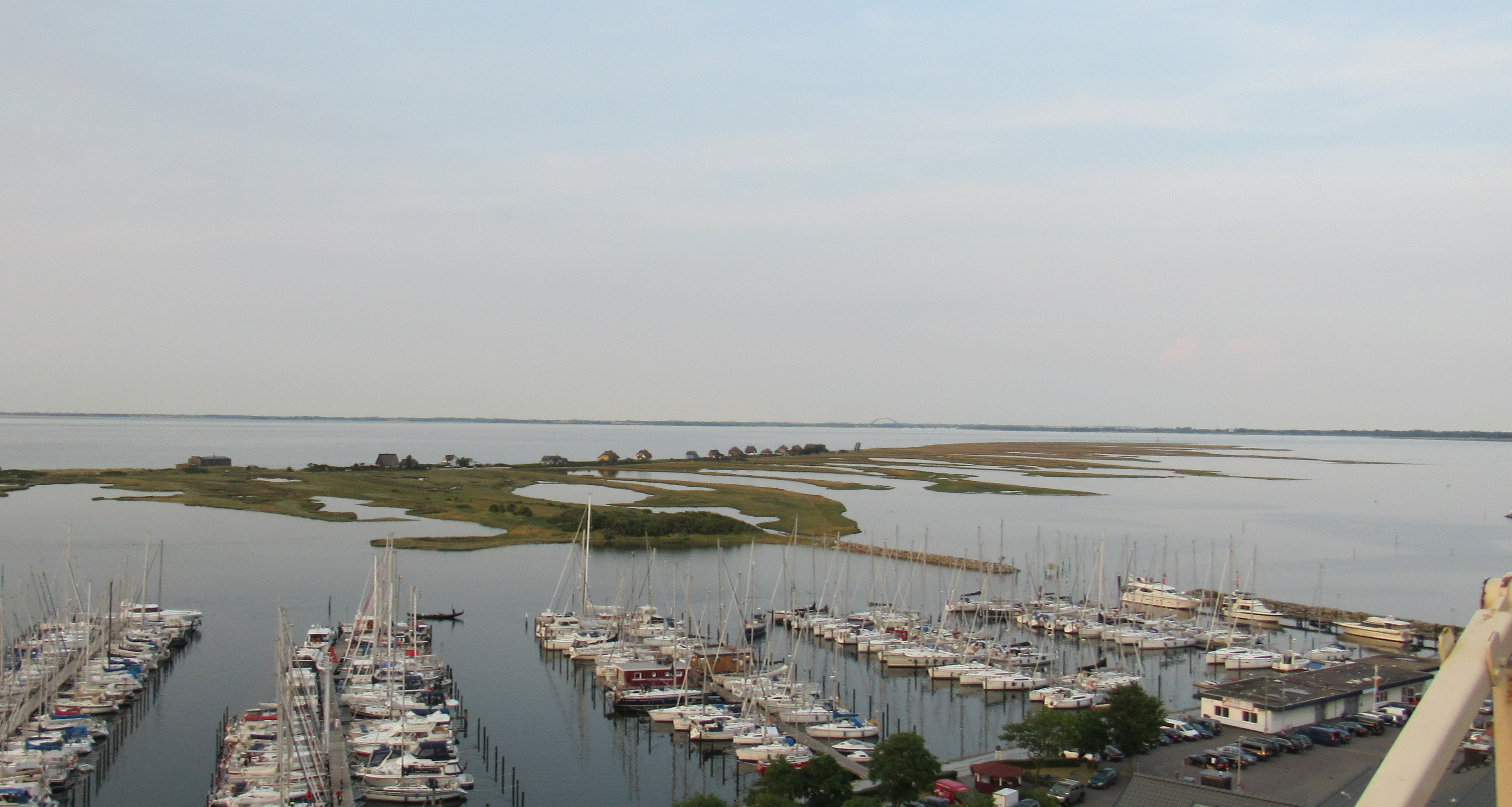
Halbinsel Graswarder

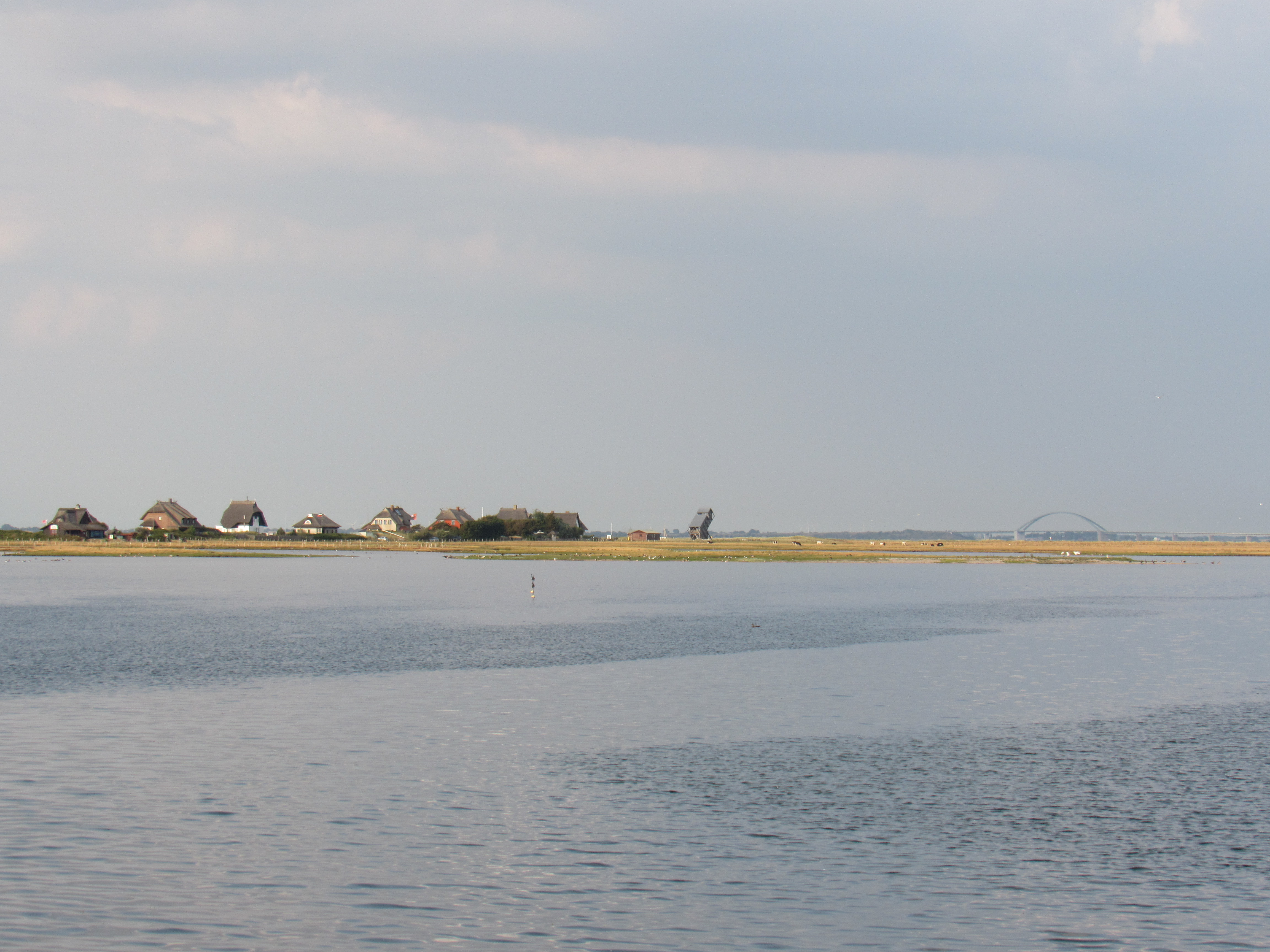
Graswarder von Süden, dahinter die Fehmarnsundbrücke

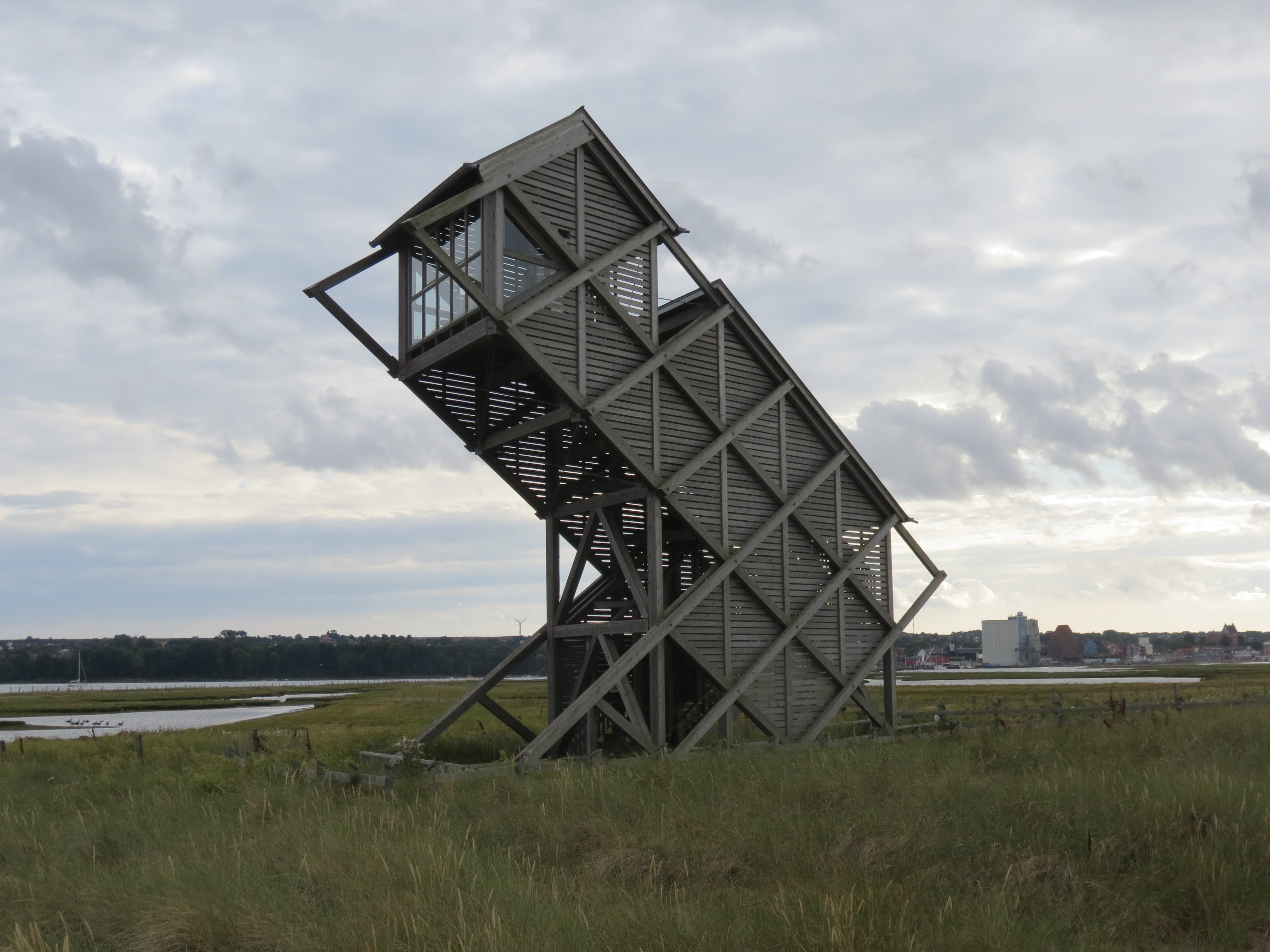
Der NABU-Aussichtsturm wurde von Meinhard von Gerkan entworfen, der in der Nähe sein Haus hatte

Ursprünglich war der Graswarder eine Insel. 1954 wurde eine Verbindung mit der damaligen Halbinsel Steinwarder hergestellt. Die Wasserfläche zwischen Stein- und Graswarder und dem Festland bildet seitdem den Heiligenhafener Binnensee, der trotz seines Namens bis heute eine Verbindung mit der Ostsee aufweist.  Das Nehrungssystem des Stein- und Graswarders bildet sich bis heute ständig in östlicher Richtung fort.
Seit einigen Jahren ist ein Abtragen des Sandes am bebauten Nordstrand von Graswarder zu beobachten, das den dort ansässigen Gebäudeeigentümern Sorge bereitet. Zentrale Maßnahmen zum Küstenschutz sind jedoch seitens der öffentlichen Hand, trotz bestehendem Denkmalschutz der Bebauung, nicht vorgesehen.

## Naturschutzgebiet
Das Naturschutzgebiet Graswarder wurde 1968 auf Antrag des Naturschutzbundes Deutschland (NABU) ausgewiesen und 1987 durch Überarbeitung der Schutzgebietsverordnung erweitert. Es umfasst den von Westen nach Osten wandernden Nehrunghaken auf einer Länge von ca. 2,5 Kilometern sowie die unmittelbar angrenzenden Watt- und Wasserflächen der Ostsee bis zu einer Breite von 300 Metern. Es hat eine Gesamtfläche von 230 Hektar, davon etwa 100 Hektar reine Landfläche. Zum Naturschutzgebiet gehören natürliche Strandwall- und Salzwiesenbiotope.
Im Naturschutzgebiet brüten zahlreiche Vogelarten wie beispielsweise Graugänse (Anser anser), Brandgänse (Tadorna tadorna), Säbelschnäbler (Recurvirostra avosetta) und Austernfischer (Haematopus ostralegus). Des Weiteren gibt es viele Strand- und Salzpflanzen wie etwa Stranddistel (Eryngium maritimum) und Echten Meerkohl (Crambe maritima). Am Rande des Schutzgebietes befindet sich ein Informationszentrum des NABU Schleswig-Holstein. Im Rahmen von Führungen ist auch der nahegelegene Beobachtungsturm zur Nutzung freigegeben.
Zum Schutz der Sturmmöwen-Kolonie vor Fressfeinden wie Rotfuchs, Steinmarder und Igel gibt es seit 2015 einen Zaun in einem kleinen Abschnitt des Naturschutzgebietes. Der Zaun ist elektrisch geladen und hat außerdem eine Plastik-Schutzfolie. Die Vogelbestände auf dem Graswarder waren in den Vorjahren wegen Prädation drastisch zurückgegangen. Mit Wärmebildkameras war festgestellt worden, dass der Igel flächendeckend die Gelege der Bodenbrüter fraß. Wegen des Elektrozauns brüteten 2016 221 von 250 Sturmmöwen-Paaren erfolgreich und zogen im Schnitt 1,8 Jungvögel pro Brutpaar groß.
Im Frühjahr 2018 soll ein 1,60 Meter hoher dauerhafter Schutzzaun gebaut werden, der die ganze Halbinsel vom Festland abtrennt, und zusätzlich der mobile Schutzzaun um die Sturmmöwen-Kolonie durch einen ebenfalls dauerhaften Zaun ersetzt werden. Der Schutzzaun wird als einzige Möglichkeit gesehen, um für Bruterfolge bei den Bodenbrütern zu sorgen. So hatten 2015 von 27 Paaren der Brandgans mit Gelege auf dem Graswarder nur eines Bruterfolg; beim Mittelsäger von elf Brutpaaren ebenfalls nur eines Bruterfolg, von 30 Austernfischerbrutpaaren hatte keines Bruterfolg. Die anderen Gelege und Jungvögel waren Bodenprädatoren zum Opfer gefallen, obwohl Jäger 300 Prädatoren pro Jahr in Fallen fangen oder abschießen. Die Kosten für den Zaunbau von über 100.000 Euro tragen Europäische Union und Land.

## Bebauung
Um 1900 bauten sich einige vermögende Mitglieder der Deutschen Badegesellschaft Strandvillen auf dem Graswarder. Zur Erschließung wurde die Insel vom Hafen aus mit einem Holzsteg verbunden, der bis zum Jahr 1954 die einzige feste Verbindung zum Graswarder blieb. Um die Häuser mit Trinkwasser zu versorgen, wurde ein Wasserturm errichtet, der von der Stadt an Sommertagen befüllt wurde. Mit der Anbindung von Gras- und Steinwarder an das Festland wurde der Turm durch eine Wasserleitung ersetzt. Auf dem Graswarder befindet sich auch ein Jugendlager, wo z. B. Schulklassen wochenweise untergebracht sind.
Zwischen 1973 und 1978 errichtete der NABU in drei Bauphasen ein Naturschutzzentrum auf dem Graswarder. 2004 wurde dieses um einen 14 Meter hohen Aussichtsturm ergänzt, der von Ostern bis Oktober frei und im Rahmen von Führungen zugänglich ist.
Mittlerweile stehen alle 15 Häuser auf dem Graswarder, darunter einige reetgedeckte Fachwerk- und Holzhäuser, unter Denkmalschutz. Dennoch müssen die Hauseigentümer die teuren Maßnahmen zum Küstenschutz für ihre Grundstücke fortwährend selbst finanzieren. Der Graswarder gilt heute als das infrastrukturschwächste Wohngebiet Schleswig-Holsteins. Und doch bewegen sich die Immobilienpreise auf Sylter Bestlagenniveau.

## Sonstiges
Theodor Storm erwähnte die damalige Insel als Insel Warder in seiner Novelle Hans und Heinz Kirch.
Die Halbinsel war mehrfach Drehort für Filmproduktionen. So entstanden hier Szenen des Films Wer ist Hanna? mit Cate Blanchett und des Fernsehfilms Borowski und das Land zwischen den Meeren aus der Krimireihe Tatort.